# Actophilornis
Actophilornis es un género de aves Charadriiformes pertenecientes a la familia de los jacanidos (Jacanidae). El género agrupa dos especies reconocidas, nativas de África.

## Especies
Se distinguen dos especies reconocidas:
- Actophilornis africanus (Gmelin, 1789)
- Actophilornis albinucha (I. Geoffroy Saint-Hilaire, 1832)